# Dekanat Łuków I
Dekanat Łuków I – jeden z 25 dekanatów w rzymskokatolickiej diecezji siedleckiej.

## Parafie
W skład dekanatu wchodzi 8 parafii:
- parafia św. Józefa – Celiny
- parafia MB Częstochowskiej – Gręzówka
- parafia św. Jana Chrzciciela – Krynka
- parafia NMP Matki Kościoła – Łuków
- parafia Przemienienia Pańskiego – Łuków
- parafia MB Nieustającej Pomocy – Szaniawy-Matysy
- parafia Dziesięciu Tysięcy Rycerzy Męczenników – Trzebieszów
- parafia Najświętszego Serca Pana Jezusa – Zarzecz Łukowski

Według danych zgromadzonych przez Kurię Diecezji Siedleckiej dekanat liczy 28842 wiernych.

## Sąsiednie dekanaty
Domanice, Łuków II, Międzyrzec Podlaski, Radzyń Podlaski, Zbuczyn